# The Interstellar Song Contest
"The Interstellar Song Contest" é o sexto episódio da 15.ª temporada da série de ficção científica britânica Doctor Who, lançado originalmente através do BBC iPlayer e Disney+ em 17 de maio de 2025. Foi escrito por Juno Dawson e dirigido por Ben A. Williams.
No episódio, o alienígena viajante do tempo conhecido como o Doutor (Ncuti Gatwa) e sua acompanhante Belinda Chandra (Varada Sethu) chegam ao Festival Interestelar da Canção no ano 2925, onde dois Hellions, Kid (Freddie Fox) e Wynn Aura-Kin (Iona Anderson), sequestram a arena espacial onde a competição é realizada e ameaçam matar todos os espectadores como vingança contra a organizadora do evento. No final do episódio, a Sra. Flood (Anita Dobson), uma personagem enigmática que apareceu em todos os episódios da temporada, é revelada como sendo uma encarnação da Rani, uma antiga vilã da série. Ela sofre um processo de "bi-generação", do qual surge uma nova versão sua (interpretada por Archie Panjabi).
Esta foi a primeira história de Doctor Who escrita por Juno Dawson, que foi aconselhada pelo showrunner da série, Russell T Davies, a escrever uma trama na qual "Die Hard encontra o Festival Eurovisão da Canção". Gravado no Wolf Studios Wales, cerca de cem figurantes foram usados para compor a plateia de 100 000 pessoas da arena. A história também marca o retorno de Carole Ann Ford como Susan Foreman, a neta do Doutor, que havia aparecido pela última vez na série em 1983. 
Recebeu avaliações mistas dos revisores, que destacaram positivamente o roteiro, o humor, a atuação de Gatwa, o subtexto político envolvendo os Hellions e o retorno de Susan e da Rani. No entanto, houve críticas ao ritmo acelerado, à falta de profundidade emocional e à construção fraca de Kid como o vilão da história.

## Enredo
A TARDIS leva o Doutor e Belinda Chandra para o ano 2925 a bordo da Arena Harmonia, um local de concertos orbital que sedia o anual Festival Interestelar da Canção. Emocionados ao descobrirem que o evento é apresentado por Rylan Clark, preservado criogenicamente, a dupla decide assistir à competição de uma cabine VIP, sem saber que a Sra. Flood está na plateia observando-os. Quando a transmissão ao vivo começa, a arena é sequestrada por dois Hellions, Kid e Wynn Aura-Kin, que mudam a transmissão para um ensaio geral pré-gravado e desativam a cúpula de oxigênio do palco da competição. Enquanto Belinda e vários concorrentes nas cabines VIP ficam presos na Harmonia, o Doutor, a TARDIS e todos os outros são sugados para o espaço.
Enquanto as outras vítimas começam a congelar, o Doutor tem visões de sua neta Susan Foreman e se recupera, usando um canhão de confete para se impulsionar de volta para a Harmonia e então desmaia. Ele é reanimado pelo enfermeiro Mike Gabbastone e seu marido Gary, um técnico. Buscando respostas, o Doutor pede aos dois que o ajudem a hackear os sistemas da arena através de seu museu. Ao mesmo tempo, Belinda consegue sair de sua cabine e se junta à competidora Cora Saint Bavier e seu assistente para hackear os sistemas da arena a partir de um terminal no corredor. Eles ouvem Kid descobrindo a intrusão do Doutor e sua conversa subsequente.
Kid diz que está buscando vingança contra a Corporação, a organizadora do festival, por explorar seu planeta, Hellia, matando todos os espectadores do concurso com uma Onda Delta, uma arma sônica de alta potência que atinge o cérebro. Supondo que Belinda esteja morta, o Doutor faz Gary usar um holograma para enganar Kid, permitindo-o alcançar a sala de transmissão da arena e destruir o equipamento. Ele passa a torturá-lo com raiva, até que a chegada de Belinda e Cora o faça recobrar a razão. Enquanto Kid e Wynn são detidos, a dupla reprime Cora, também revelada como uma Hellion, por rejeitar sua herança, apesar de ter sido forçada a se submeter a uma cirurgia para disfarçar sua identidade. Com a ajuda de Mike e Gary, o Doutor recupera as pessoas que orbitavam a estação e as revive, tendo usado o sistema de gravidade da Harmonia para colocá-las em estase criogênica. Com o reinício da competição, Cora canta uma canção em memória de Hellia.
Após a TARDIS ser recuperada do espaço, o Doutor e Belinda ficam chocados quando um holograma de Graham Norton revela que a Terra foi destruída em 24 de maio de 2025, o dia em que Belinda foi levada. Eles tentam retornar, mas o sino do claustro da TARDIS toca antes de suas portas serem explodidas. Mike e Gary revivem a Sra. Flood, apenas para vê-la passar por uma bi-generação, transformando-se em duas mulheres que se revelam como a Rani. Elas partem, usando as gravações do vindicador que o Doutor havia feito.

## Produção

### Desenvolvimento
"The Interstellar Song Contest" é o primeiro episódio de Doctor Who escrito por Juno Dawson, uma autora best-seller que anteriormente trabalhou no podcast da BBC Doctor Who: Redacted (2022–23), estrelado por Jodie Whittaker como a Décima terceira Doutora. Ela foi inicialmente contatada por Russell T Davies em 2023 para escrever para a série, com o pedido de que criasse algo como Die Hard encontra o Festival Eurovisão da Canção". Dawson afirmou que assistiu à série pela primeira vez com sua avó quando tinha dez anos, e que escrever para o programa — que ela descreveu como "o melhor programa de TV de todos os tempos" — foi a realização de um sonho. Sua primeira ideia para um episódio de Doctor Who teria sido uma trama de desastre inspirada em The Poseidon Adventure, mas acabou sendo considerada grande demais. Dawson e Davies coescreveram as letras da maioria das canções incluídas no episódio. As letras foram então enviadas para Murray Gold, que escreveu a canção "Dugga Doo" e compôs quatro faixas originais para o episódio.

### Elenco

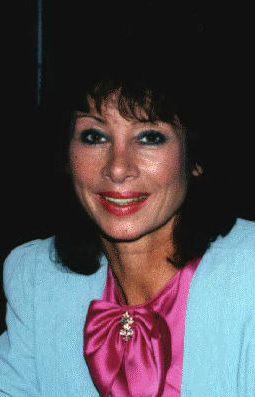
Carole Ann Ford retornou como Susan Foreman pela primeira vez desde 1983.

Ncuti Gatwa e Varada Sethu estrelam como o Décimo quinto Doutor e sua acompanhante, Belinda Chandra, respectivamente. Como parte do tema do episódio, os comentaristas do Festival Eurovisão, Rylan Clark e Graham Norton, aparecem interpretando a si mesmos. Um outro vínculo com a competição havia sido planejado: Gatwa seria o porta-voz do júri do Reino Unido na final do Festival Eurovisão da Canção 2025. No entanto, ele não pôde participar e foi substituído por Sophie Ellis-Bextor. Freddie Fox interpretou o antagonista do episódio, Kid.
Carole Ann Ford reprisou seu papel como Susan Foreman, aparecendo na série pela última vez mais de 40 anos antes, em "The Five Doctors" (1983). Davies a abordou pela primeira vez sobre retornar à série quando se encontraram na estreia de "The Star Beast" em novembro de 2023. Ford afirmou que acreditava que o retorno dela havia sido impulsionado pelo fandom de Doctor Who. Suas cenas foram filmadas em um set fechado, e a equipe de produção precisou assinar acordos de confidencialidade.
Anita Dobson apareceu em todos os episódios da temporada como a enigmática Sra. Flood; no episódio, sua verdadeira identidade foi revelada como sendo a Rani, uma Senhora do Tempo vilanesca. Archie Panjabi foi introduzida como uma segunda encarnação da Rani, através de um processo de bi-regeneração. Christina Rotondo, que interpretou Liz Lizardine, foi a vocalista principal da canção "The Goblin Song", usada em "The Church on Ruby Road" (2023). O restante do elenco incluiu Charlie Condou e Kadiff Kirwan como Mike e Gary Gabbastone, além de Julie Dray, Kiruna Stamell, Miriam-Teak Lee e Akemnji Ndifornyen como convidados especiais nos papéis de Sabine, Nina Maxwell, Cora Saint Bavier e Len Kazah, respectivamente.

### Designde produção e filmagens
Muitas dos trajes alienígenas foram reutilizados de episódios anteriores, mas sofreram modificações para que parecessem espécies novas. Uma combinação de máscaras e próteses foi usada para proporcionar variedade no que era tecnicamente possível. Testes de câmera ocorreram em 6 de março de 2024 nos estúdios Wolf Studios Wales. O episódio foi dirigido por Ben A. Williams. Na história, a Arena Harmonia tem cerca de 100 000 espectadores; no entanto, como contratar esse número de figurantes era inviável, apenas 100 foram utilizados. Cada figurante foi escaneado digitalmente, e um "dublê digital" de seu corpo foi criado para que pudesse ser duplicado na pós-produção.
As imagens vistas nas telas da sala de controle foram gravadas dez dias antes das filmagens ocorrerem de fato nesse cenário. A cena da bi-regeneração foi filmada no estúdio 6 do Wolf Studios, em 10 de maio de 2024. Williams usou como referência o episódio do Doctor Who: Unleashed de "The Giggle" (2023) para saber como dirigir essa cena.  A mesma estrutura de aço foi utilizada em ambas as cenas.

## Transmissão e recepção

### Transmissão
"The Interstellar Song Contest" foi lançado simultaneamente às 8h (BST) no BBC iPlayer no Reino Unido e no Disney+ no resto do mundo em 17 de maio de 2025. Uma transmissão na BBC One estava programada para mais tarde no mesmo dia, às 19h10 (BST).
Houve incertezas quanto à transmissão do episódio, pois ele estava programado para ir ao ar após a final da Copa da Inglaterra de 2024–25, que poderia ter prorrogação, e antes do Festival Eurovisão da Canção 2025, que não poderia ser adiado devido ao seu formato de transmissão ao vivo. Davies contou que executivos da emissora perguntaram se ele queria correr o risco de programá-lo para esse dia, ao que ele respondeu: "Esse é o risco mais sexy que já ouvi na minha vida. Vamos fazer isso!".

### Audiência
O episódio foi visto por 2,57 milhões de pessoas durante a noite de estreia, sendo o maior público ao vivo da temporada até o momento de sua exibição.

### Recepção crítica
| Críticas profissionais: | Críticas profissionais: |
| Avaliações da crítica   | Avaliações da crítica   |
| Fonte                   | Avaliação               |
| ----------------------- | ----------------------- |
| The A.V. Club           | A–                      |
| Bleeding Cool           | 9/10                    |
| The Daily Telegraph     | [ 23 ]                  |
| GamesRadar+             | [ 24 ]                  |
| IGN                     | 8/10                    |

Will Salmon, escrevendo para o GamesRadar+, elogiou o roteiro, os personagens e o humor do episódio, embora tenha criticado a execução do lado sombrio do Doutor, pois achou que isso não foi justificado pela trama do episódio. Robert Anderson, escrevendo para o IGN, elogiou o episódio, destacando o roteiro, o elenco convidado — especialmente a aparição de Carole Ann Ford — e o comentário político envolvendo os Hellions. No entanto, ele acreditava que nem todos os momentos emocionais do episódio funcionaram, em particular achando que a relação entre Belinda e o Doutor parecia "apressada". Martin Belam, do The Guardian, destacou o comentário político do episódio, a relação entre Belinda e o Doutor, e a atuação de Ncuti Gatwa, mas achou que certos aspectos teriam um impacto misto para quem não está familiarizado com o Festival Eurovisão.
Stefan Mohamed, do Den of Geek, fez uma crítica negativa ao episódio, afirmando que, embora os personagens secundários e a relação entre o Doutor e Belinda fossem fortes, o retorno de Susan foi confuso para quem não conhece a série, Kid não funcionou como antagonista, e as ações do Doutor em relação a ele não foram bem justificadas. Ryan Woodrow, do Newsweek, considerou que o ritmo do episódio era rápido demais para permitir momentos emocionais sólidos, o que fez com que a reviravolta envolvendo Cora, a eficácia dos Helions como antagonistas, e as ações do Doutor em relação a Kid parecessem apressadas. Apesar disso, destacou a atuação de Gatwa e o retorno da Rani como pontos positivos. O Engadget destacou os temas e o humor do episódio, embora tenha criticado o fato de ele parecer limitado por sua duração.